# Georgetown (comté de Quitman, Géorgie)
Pour les articles homonymes, voir Georgetown.
Pour la census-designated place située dans le même État, voir Georgetown, comté de Chatham (Géorgie).
La ville américaine de Georgetown est le siège du comté de Quitman, dans l’État de Géorgie. Lors du recensement de 2000, sa population s’élevait à 973 habitants.

## Source
- (en) Cet article est partiellement ou en totalité issu de l’article de Wikipédia en anglais intitulé « Georgetown, Quitman County, Georgia » (voir la liste des auteurs).